# 叶道友
叶道友（1914年—1961年），男，河南新县人，中华人民共和国军事人物，中国人民解放军少将，曾任海军舟山基地副司令员。